# Sinagoga grande di Londra

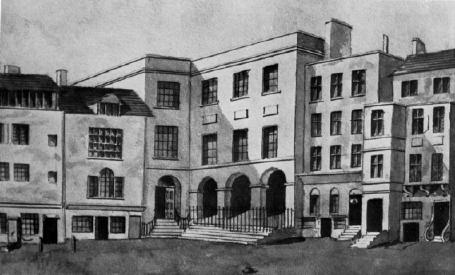
L'esterno della singaoga in un disegno del 1820

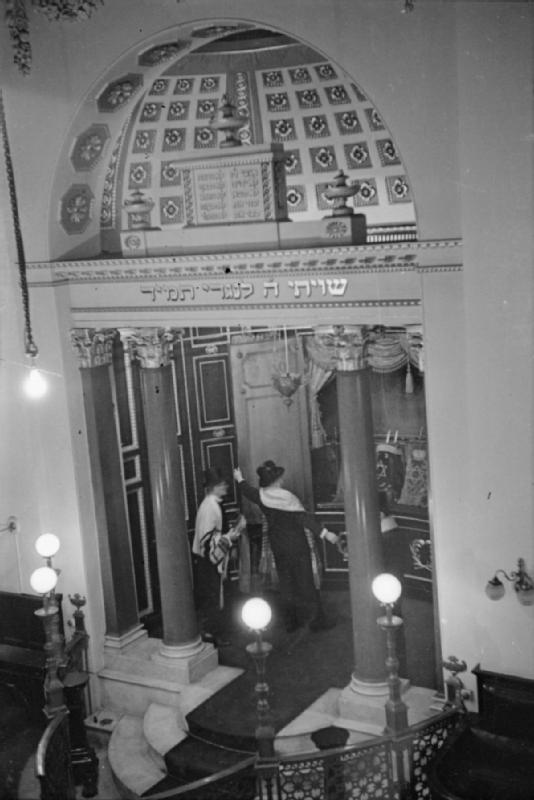
L'arca santa in una foto d'epoca

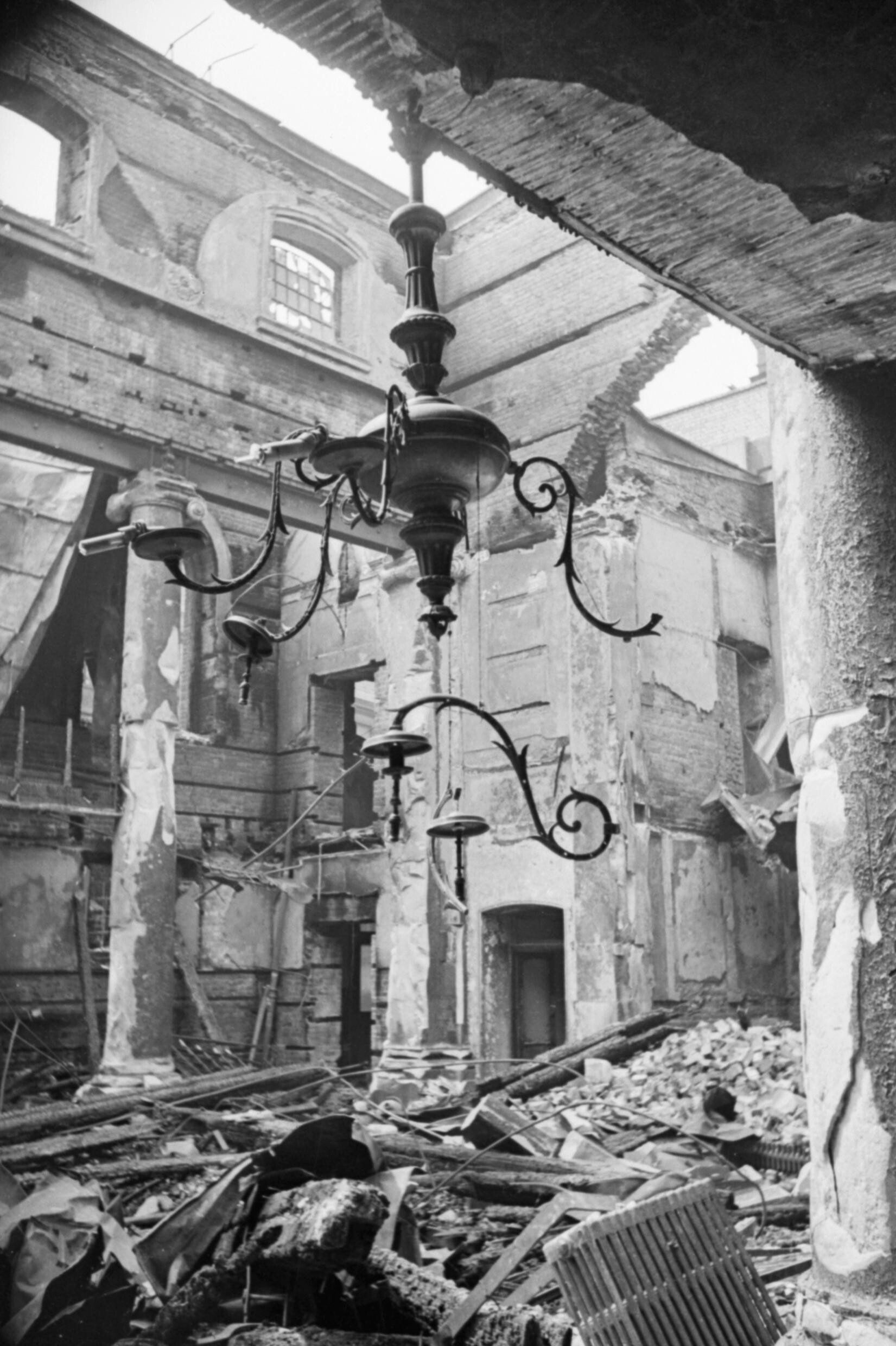
Le rovine della sinagoga dopo il raid aereo

La sinagoga grande di Londra, ora scomparsa, era la principale sinagoga ashkenazita di Londra. Costruita tra il 1788 e il 1790 in stile neoclassico, fu distrutta dai bombardamenti tedeschi su Londra nella notte tra il 10 e l'11 maggio 1941.

## La costruzione
La sinagoga grande di Londra fu costruita tra il 1788 e il 1790 a Duke's Place, in un'area dove dalla fine del XVII secolo si erano precedentemente succeduti altri tre edifici sinagogali, inaugurati rispettivamente nel 1690, nel 1722, e nel 1766 (quest'ultimo su progetto di George Dance the Elder). Non erano solo motivi demografici a spingere alla costruzione di interni sempre più ampi e monumentali. La comunità ebraica sefardita, insediatasi a Londra già nel 1656, aveva dal 1701 una degna e prestigiosa sede nella sinagoga Bevis Marks di Londra. La comunità ashkenazita, più numerosa ma anche più povera e almeno inizialmente meno integrata, faticava a reggere il confronto.
L'ultima ricostruzione a Duke's Place fu certo la più grandiosa. Cosa certo inusuale per i tempi, la costruzione fu resa possibile dalla donazione di una donna Judith Hart Levy, una delle figlie di Moses Hart. L'architetto James Spiller disegnò un edificio in stile neoclassico con alte colonne ioniche che dal pavimento giungevano agli architravi del soffitto, sorreggendo a metà altezza i matronei collocati sopra le navate laterali. La bimah era collocata al centro della navata, con l'arca santa che si apriva sulla parete di fondo entro una nicchia decorata da due colonne corinzie. Grandi finestre illuminavano il piano terreno e i matronei.
In contrasto con la ricchezza dell'interno, l'esterno - come tipico nelle sinagoghe del tempo - era anonimo, quasi indistinguibile dalle case circostanze.
La sinagoga era al centro della vita ebraica londinese. Nel 1809 fu visitata da membri della famiglia reale, figli di Giorgio III. Fu più volte rinnovata, nel 1832 e nel 1852 (da John Walen), e ancora nel 1899 and nel 1930.
Nella notte tra il 10 e l'11 maggio 1941 la sinagoga fu colpita in un bombardamento tedesco alla città di Londra e irrimediabilmente distrutta. A sua memoria rimangono oggi alcuni dipinti, disegni e foto d'epoca ed una piccola targa commemorativa collocata in loco nel dopoguerra.